# Ferdinand Tusel
Ferdinand Tusel (17. května 1851 Vídeň – 4. února 1935 Innsbruck) byl rakouský politik německé národnosti ze Salcburska, na konci 19. století poslanec Říšské rady.

## Biografie
Pocházel z chudých poměrů. Vychodil šest tříd národní školy a dvě třídy nižší reálné školy. Vyučil se v oboru kožené galanterie a během této doby navštěvoval i gremiální obchodní školu při Vídeňské univerzitě. V roce 1868 se osamostatnil. Pracoval potom ale ještě šest let jako učeň. V roce 1873 nastoupil k drahám, nejprve jako umývač vagónů, následně vystřídal několik profesí na železnici. 1. března 1879 byl povýšen na vlakvedoucího a 1. ledna 1890 na vrchního průvodčího. Byl i publicisticky činný.
Byl i poslancem Říšské rady (celostátního parlamentu Předlitavska), kam usedl ve volbách roku 1897 za kurii všeobecnou v Salcbursku, obvod Salzburg, Golling atd. Ve volebním období 1897–1901 se uvádí jako Ferdinand Tusel, vrchní průvodčí c. k. státních drah, bytem Bischofshofen u Salzburgu.
Ve volbách roku 1897 kandidoval do Říšské rady za Katolickou lidovou stranu. Stejně tak ho jako klerikálně konzervativního kandidáta uvádějí i další dobové zdroje. V přehledu nových poslanců ovšem Národní listy řadí Tusela mezi antisemitské (tj. křesťansko sociální) kandidáty.